# Љубав на први поглед (филм из 2023)
Љубав на први поглед (енгл. Love at First Sight) америчка је романтична комедија из 2023. Режију потписује Ванеса Касвил, по сценарију Кејти Лавџој. Темељи се на роману Које су шансе за љубав на први поглед ауторке Џенифер Смит из 2011. Главне улоге тумаче Хејли Лу Ричардсон и Бен Харди.
Филм је 15. септембра 2023. приказао Netflix.

## Радња
Двоје странаца се повеже током лета за Лондон, али их раздвоји додир судбине. Поновни сусрет се чини немогућим, међутим љубав увек нађе начин.

## Улоге
| Глумац             | Улога         |
| ------------------ | ------------- |
| Хејли Лу Ричардсон | Хадли Саливан |
| Бен Харди          | Оливер Џоунс  |
| Роб Делејни        | Ендру Саливан |
| Катрина Наре       | Шарлот        |
| Џамила Џамил       | приповедачица |
| Том Тејлор         | Лутер Џоунс   |
| Декстер Флечер     | Вал Џоунс     |
| Сали Филипс        | Теса Џоунс    |